# Lincoln (hrabstwo Kewaunee)
Lincoln – miasto w Stanach Zjednoczonych, w stanie Wisconsin, w hrabstwie Kewaunee.